# Ehrenfried von der Lancken
Carl Ehrenfried von der Lancken (i riksdagen kallad von der Lancken i Kristianstad) , född 17 juni 1843 i Malmö, död 4 juni 1919 i Hedvig Eleonora församling i Stockholm, var en svensk jurist, ämbetsman och riksdagsman. 
von der Lancken blev 1862 filosofie kandidat och 1865 filosofie doktor vid Lunds universitet. Han var docent där i svensk historia 1864–1870 och avlade 1868 juris kandidatexamen. von der Lancken blev 1870 vice häradshövding. Han utnämndes 1879 till borgmästare i Kristianstad. von der Lancken var expeditionschef i Lantförsvarsdepartementet 1886–1895 och underståthållare i Stockholm 1895–1908. Han var även politiker och ledamot av riksdagens andra kammare 1882–1887, invald i Kristianstads och Simrishamns valkrets.